# Peatîdub, Malîn
Peatîdub (în ucraineană П`ятидуб) este un sat în comuna Morozivka din raionul Malîn, regiunea Jîtomîr, Ucraina.

## Demografie
Componența lingvistică a localității Peatîdub
     Rusă (69,23%)
     Ucraineană (23,08%)
     Română (7,69%)
Conform recensământului din 2001, majoritatea populației localității Peatîdub era vorbitoare de rusă (69,23%), existând în minoritate și vorbitori de ucraineană (23,08%) și română (7,69%).